# Monopteryx uaucu
Monopteryx uaucu (nome comum: uacu) é uma espécie botânica pertencente à família Fabaceae.

## Nomes vernáculos
- Português: uacu
- Proto-Japurá-Colômbia: *awina[2]
- Tucano: simió[3]
- Iuhupde: yãh[4]
- Hupda: yã́h[5]

## Usos
O uacu é uma árvore grande cujas sementes assadas ou cozidas são comestíveis.